# Claudinei Cardoso Félix da Silva
Claudinei Cardoso Félix da Silva, meglio conosciuto come Nei (Bragança Paulista, 6 dicembre 1985), è un ex calciatore brasiliano, di ruolo difensore.

## Carriera

### Club
Durante la sua carriera ha giocato con numerose squadre di club, tra cui l'Internacional, in cui si è trasferito il 21 dicembre 2010.

## Palmarès
- Campionato Paranaense: 1

Atletico Paranaense: 2009
- Coppa Libertadores: 1

Internacional: 2010
- Campionato Gaúcho: 2

Internacional: 2011, 2012
- Recopa Sudamericana: 1

Internacional: 2011